# Klabund
Klabund (vlastním jménem Alfred Henschke, přezdívka Klabund je složenina z německých slov Klabautermann - permoník a Vagabund, narozen 4. listopadu 1890 – 14. srpna 1928) byl německý expresionistický básník, dramatik, romanopisec a překladatel.

## Život
Byl synem lékárníka ve městě Krosno Odrzańskie (tehdy německém), v šestnácti letech u něj vypukla tuberkulóza. Gymnázium vystudoval s vynikajícím prospěchem v roce 1909, poté začal studovat chemii a farmakologii v Mnichově. Stal se členem mnichovské bohémy, v roce 1912 předčasně odešel z university a začal žít jako tulácký básník. Zvolil si pseudonym Klabund a začal publikovat poezii v časopisech i knižně.
V období první světové války psal vlasteneckou poesii, nebyl přijat do armády kvůli tuberkulóze a mnoho času strávil v sanatoriu ve Švýcarsku. Věnoval se studiu asijské poesie, z níž začal překládat a parafrázovat. V roce 1917 byl kvůli publikaci otevřené výzvy k abdikaci císaře Viléma zatčen za velezradu. V roce 1918 si vzal Brunhildu Herberlovou, se kterou se seznámil v sanatoriu, brzy poté ale zemřela. V témže roce publikoval své nejúspěšnější prosaické dílo, román Zmetky (Bracke). V roce 1923 se oženil s herečkou Carolou Neherovou. V roce 1925 měla premiéru jeho úspěšná hra Křídový kruh (Der Kreidekreis), založená na čínském příběhu, kterou později Bertolt Brecht adaptoval do hry Kavkazský křídový kruh. Psal také písně a scénky pro kabarety. V roce 1928 zemřel při pobytu v Itálii na zápal plic, zkomplikovaný jeho tuberkulózou. Je pohřben v Krosnu Odrzańskiem, jeho epitaf napsal jeho přítel básník Gottfried Benn.
Klabund patřil k nejvýznamnějším básníkům německého expresionismu, napsal několik desítek her a románů, básní, literárněhistorických prací a překladů a adaptací asijské poezie. V roce 2003 vyšly v osmi svazcích jeho sebrané spisy.